# ハワイ・マウイ島山火事
ハワイ・マウイ島山火事（ハワイ・マウイとうやまかじ）は、2023年8月8日から16日までハワイのマウイ島で発生した大規模な山火事のことである。この山火事により102人の死亡が確認されており、2,200棟以上の建物（このうち86％が住宅）が損壊した。アメリカで起きた山火事としては、過去100年で最悪の被害である。観光地であるラハイナは大部分が焼け野原と化し、壊滅状態となった。大統領のジョー・バイデンは、ハワイ州に対し大規模災害を宣言した。

## 背景

### 原因
原因に、ハワイアン・エレクトリック・インダストリーズ（HEI）の損傷した電力インフラから発生した火花が火元となったことが挙げられている。事実、事前に強風が見込まれていたが、HEIは危険回避措置として計画停電に踏み切らなかった（強風時の送電線切断に備えた計画停電は、カリフォルニア州やオレゴン州の電力会社が行っている。）。
プエルトリコに拠点を置く著名な法律事務所ワッツ・ゲーラ(Watts Guerra)を率いる弁護士のミカル・ワッツ(Mikal Watts)は送電が原因かどうかに関して「ビデオ、目撃者の証言、火災の進行、焼け残った電気機器、これら全ての証拠がHEIの機器がラハイナの町を破壊した炎の根源となった火花を発生させたことを示している」と述べている。
15日にはワシントンポスト紙が動画や電力データを収集する企業の分析をもとに、送電線が出火原因になった可能性があると報じた。
8月24日、マウイ郡当局は、同社が強風警報下で送電を続けたために火災が起きたとして電力会社を訴えたが、会社側は火災が発生する数時間前の時点で送電を停止していたことを主張した。

### 気象状況
2023年8月上旬、高気圧がハワイ諸島の北に停滞した。この高気圧はハワイ諸島北部に強い表面圧を形成し、またハワイ諸島全域で安定した気圧配置を維持し、暖かく晴天をもたらした。同時に、ハリケーン・ドーラ（のちに越境して台風8号）がカテゴリー4の強さまで強まり始め、理論的には高気圧と低気圧の間に大きな気圧差を作る一因となった可能性がある。この気圧差は、すでに大きな貿易風が南西に移動するのを助け、島の上空に強い勾配風を形成したする元となったと思われる（同様の現象は、ハリケーン・オフィーリア通過中の2017年10月のポルトガルの山火事でも発生した）。ハリケーン・ドーラの山火事に関わっていたか、それが山火事自体にどのような影響を与えたかは、やや不明のままである。気象学者は、暴風雨の中心が島々から700マイル（1,100km）以上離れたままであったこと、火災の発生時刻にマウイ島上空の低層の流れがわずかに増強したこと、そして比較的小さなサイズのままであったことを指摘した。アメリカのハリケーンの専門家は、ハリケーン・ドーラが8月7日から9日にかけての火災の発火に大きく影響したという証拠に反論している。
8月6日までに、国立気象局は東太平洋からやってくる非常に乾燥した空気を確認し、降雨の可能性はなくなっていった。顕著な沈降逆転が大気の一層の安定化を余儀なくし、8月7日から8日にかけて突風が強まり、非常に乾燥した状態となったと思われる。日が進むにつれ、気圧の尾根は既存の気圧勾配と組み合わさり、非常に強い突風を発生させ、湿度は平年を大きく下回った。前述の沈降逆転は、島々の近くの地形の特徴により、風の加速を強める効果があると予想されている。

## 経過

### 概略
- 午前0時を過ぎたころ、内陸部のマカワオ付近で最初の火災が発生した[25]。

- 午前11時までに、約40キロ離れた西岸の町ラハイナでも火災が発生。市街地だったため、多くの犠牲者が出た[25]。

- 正午には、再び内陸部のクラで火災が発生。さらに午後6時になってからも、別の場所で火災が起きた[25]。

### 発生前の状況
8月最初の数日間、ハワイ諸島では多数の小規模な山火事が発生した。オアフ島では複数の山火事が発生し、消防署のリソースが延び延びになったが、8月4日にはすぐに収まった。島の南部及び西部は、火災と気象条件によって、異常乾燥または干ばつが続いた。
8月7日午前0時（UTC 15:00）、ホノルルにある国立気象局事務所は、8月9日の朝まで全島の風下に警報を発令し、「非常に乾燥した燃料と強い突風のような東風と低湿度が組み合わさると、火曜日の夜まで重大な火災気象状況をが発生することになる」と強調した。マウイ郡では、マウイ島アップカントリー地区で最高時速80マイル（時速130キロ）の突風が吹いた。

### マウイ島
2023年8月4日6時1分（UTC 21:01、HST 11:01AM）、マウイ島で最初の小規模火災が発生した。カフルイ空港に隣接する畑で30エーカーの山火事が報告された。午後4時29分（UTC 07:29、HST 09:29PM）までに、火災は90%鎮圧されたと報告されたが、空港からの多数のフライトは8月11日に延期された。
2023年8月8日、強烈な風が多数の電柱を倒した。午後11時55分(UTC 02:55、HST 04:55PM)までに、マウイ島で「約30本の電柱が倒れた」と報告され、少なくとも15の個別の停電が12,400人以上の人々に影響を与えた。その時点で、マウイ西部のいくつかの地域では、午後11時50分（UTC 14時50分、HST 04:50AM）以来、電力が供給されていなかった。切れた電線はビデオに撮影されており、火災の発火要因として調査されている。
2023年8月12日、大部分が焼け野原と化したラハイナで、1846年設立のマリア・ラナキラ・カトリック教会が無傷で残っている動画が公開された。

#### クラ
この一連の山火事の最初の重大な火災となる火事は8月8日午後7時22日（UTC 8:51、HST 0:22AM）に、マウイ島北部クラのオリンダ・ロード近辺で報告された。オリンダ・ロード近辺への住民の避難指示は、午後10時43分（UTC 43:52、HST 3:43AM）に発表された。8月9日時点で、火事は約544ヘクタール（400,44エーカー）を燃やした。約544棟の建造物が被害を受け、その96％が住宅で、16棟が焼失した。『ワシントン・ポスト』が報じた電力網センサーの同時データと監視カメラの映像によると、木に衝突して倒れた送電線がこれらの火災の原因となった可能性があることが判明した。

#### ラハイナ
一連の火災の中で最も重大な火災は、8日朝、マウイ島西部の町ラハイナ付近で発火した山火事から始まった。8月8日早朝、ラハイナの町に大きな直進風が来たことが影響を及ぼし始めた。最速で時速80マイル（時速130キロ）にもなった突風がラハイナの住宅や建物に軽微な被害をもたらし始め、その後、町の北東側に近いラハイナ中等学校の向かい側、ラハイナルナ・ロード沿いでは電柱が折れるなどといった被害も出た。
HST午前1時37分（UTC 16:37、HST 6:37AM）、1.2ヘクタール（3エーカー）ほどの規模の山火災が発生した。数分後、ラハイナ中級学校周辺を対象に避難指示が出された。マウイ郡消防局が直ちに対応し、日本時間午後10時（UTC 19時、EST 9:00AM）には、火災は完全に鎮火したと発表された。しかし、突風は町を襲い続け、午前10時30分（UTC 01:30、HST 15:30PM）には、火は再び燃え上がり、ラハイナ・バイパス（国道3000号線）の閉鎖を余儀なくされた。ラハイナ西部の住民は、その場から避難するよう指示を受けた。

## 影響
午前11時頃に火災が起きたラハイナには55億2千万ドル以上の損害が起こった。ムーディーズ・アナリティクスは全体で損失額が70億ドル（約1兆190億円）にも上ると見積もっている。
火災の発生から、ハワイ州は観光客に対してマウイ島西部への訪問自粛を要請した。しかし欧米メディアが、こうした呼びかけにもかかわらず、娯楽目的で同島を訪問する人がたえず、地元住民の不満が高まっていると報道。一方積極的に「訪問しないでほしい」とアピールすることによりマウイ郡の雇用の半分を担う観光業が景気後退をもたらすのではという地元住民の不安も報じられた。
原因節などを参照するように、HEIが火災を起こす原因を作った可能性が懸念されることから、HEIが運営するアメリカンセービング銀行（ASB）の通期の1株利益見通しを2.00 - 2.10ドルと、従来の2.15 - 2.35ドルから引き下げた。ASBはHEIの営業利益約25％を占めるが、2023年期は成績があまり良くなかったことからとされているが、ウェルズ・ファーゴのアナリスト、ジョナサン・リーダーは「（本火事により）顧客はハワイアン・エレクトリックとの関連から、同行からの資金引き揚げを選択する可能性がある」と述べており、それによるものであるとも考えられる。

## 反応

### アメリカ
- アメリカ合衆国連邦緊急事態管理庁（FEMA）は壊滅的被害を受けたラハイナの再建には、55億2千万ドル（約8000億円）が必要と推計している[7][52]。
- 12日、HEIに対し複数の法律事務所がHEI側を相手取り集団訴訟に踏み切った。これに対しハワイ州司法長官のアン・ロペスは「山火事の発生前後における意思決定と政策の包括的な検証を実施する」と発表、結果を公表する考えを示した[15]。14日にはラハイナの住民が集団訴訟を起こした[56]。
- ロペスは11日、山火事への対応について、調査を開始すると発表した[57]。
- ハワイ州知事のジョシュ・グリーンは12日時点で「当局による救助・捜索活動が続けられており、死者は間違いなくさらに増える。最終的に何人になるかは分からない」と述べた[14][58]。知事はその後「最悪の自然災害」として山火事を語っている[59]。15日夜、それまでは避難した住民のほとんどは自宅に戻ることが許されていなかったが、ラハイナの住民に町に通じる高速道路の使用を許可すると発表した[8]。
- 米大統領のジョー・バイデンは15日にグリーンと対話し妻ジル・バイデンとマウイ島をできるだけ早期に訪問する意向を示した[8]。16日にはホワイトハウスからバイデンとジルが21日に訪問すると公表した[53]。
- 17日、ラハイナに火の手が迫っていたにもかかわらず、警報サイレンを鳴らさなかったとして厳しい批判を浴びていたマウイ郡緊急事態管理局のハーマン・アンダヤ局長が辞任した。アンダヤは16日の記者会見で、島中に張り巡らされた警報サイレンを鳴らさなかったことについて、「主に津波用で、サイレンを鳴らせば高所に向かうよう市民は訓練されていた」と正当化していた。被災者からは、サイレンを鳴らさなかった決定を含め火災前後のアンダヤの対応が死者を増やしたとして、怒りの声が上がっている[60]。
- 2025年5月2日、ハワイ州議会は山火事対策などの財源を確保するため、2026年1月からホテルなどに対する宿泊税を10.25％から11％に引き上げる法案を可決した。法案は通称「グリーンフィー」と呼ばれ、年間1億ドルと見込まれる増収分は山火事の原因となる干ばつなどの気候変動対策に充てられる[61]。

### 日本
- 16日に外務大臣の林芳正が日本政府から米国赤十字社に150万ドル、国際的な緊急人道支援の実績があるNPO法人「ジャパン・プラットフォーム」に50万ドルで総額200万ドル（約2億9000万円）規模の被災者救援支援を行うと発表した[62]。
- 日本の国際NGO「認定NPO法人ピースウィンズ・ジャパン」が日本から看護師を含むスタッフ3名を派遣し、17日朝（JST）、スタッフがマウイ島に到着した[63]。